# Leonid Leonidowitsch Sabanejew

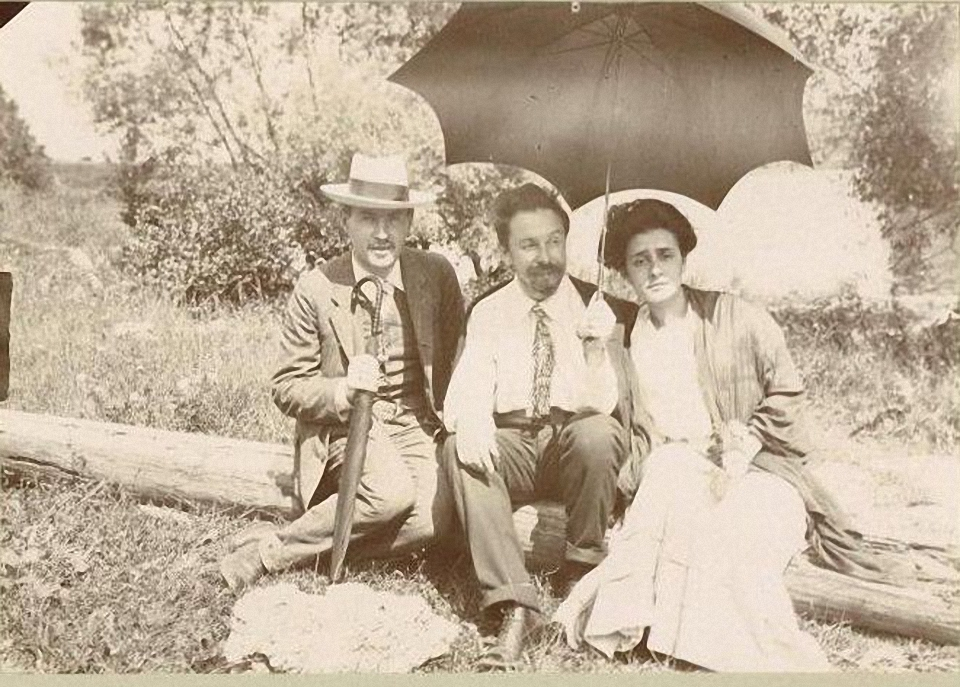
Leonid Sabanejew, Alexander Skrjabin und Tatjana Schlözer (1912)

Leonid Leonidowitsch Sabanejew (russisch Леони́д Леони́дович Сабане́ев; * 19. Septemberjul. / 1. Oktober 1881greg. in Moskau; † 3. Mai 1968 in Antibes) war ein russischer Musikkritiker, Musikwissenschaftler und Komponist, der 1926 in den Westen emigrierte.

## Leben und Werk
Leonid Sabanejew, Sohn des Gutsbesitzers und Zoologen Leonid Pawlowitsch Sabanejew (1844–1898), zeigte früh musikalische Begabung und wurde u. a. von Tanejew und Rimski-Korsakow unterrichtet. Dennoch studierte er Mathematik und Naturwissenschaften an der Universität Moskau. Nach dem Studienabschluss 1906 (Dissertation im Fach Mathematik) widmete er sich jedoch der Musik, komponierte und arbeitete als Musikkritiker in Moskau und St. Petersburg. Als Befürworter progressiver Strömungen der russischen Musik steuerte er beispielsweise einen Beitrag über Alexander Skrjabins Prométhée zum 1912 publizierten Almanach Der Blaue Reiter bei, den Kandinsky und Hartmann übersetzten. Die Zukunft der Musik sah er in der Ultrachromatik und propagierte eine Aufteilung der Oktave in 53 Töne. Nach 1917 bekleidete er in der UdSSR hohe Funktionen u. a. als Gründer und  Präsident des wissenschaftlichen Komitees des Staatsinstituts für Musikwissenschaft (GIMN), Präsident der Musikabteilung an der Akademie der Schönen Künste und arbeitete als Musikredakteur bei den Zeitungen Prawda und Iswestija. 1919 heiratete er die Pianistin Tamara Kuznetsova, eine Absolventin des Konservatoriums St. Petersburg. In der Ehe wurde eine Tochter geboren.
Aus politischen Gründen (und in seiner Heimat fortan totgeschwiegen) emigrierte Sabanejew 1926 in den Westen und ließ sich nach Zwischenstationen in Deutschland, Großbritannien und den USA in Frankreich nieder. In Paris lehrte er am „Conservatoire russe de Paris Serge Rachmaninoff“. Dort zählten u. a. Dag Wirén und Gösta Nystroem zu seinen Schülern. 1933 übersiedelte er mit seiner Familie nach Nizza, schrieb Musik für eine Filmfirma und verfasste Artikel über Musik u. a. für die in Paris erscheinende russische Emigrantenzeitung „Russkaja mysl“ („La Pensée Russe“). Leonid Sabanejew liegt auf dem russisch-orthodoxen Friedhof von Nizza begraben.
Sabanejew verfasste u. a. Bücher über Alexander Skrjabin, mit dem er freundschaftlich verbunden war (Erinnerungen an Skrjabin, 1925) und die zeitgenössische russische Musik (Geschichte der russischen Musik, 1924; deutsch 1926).
Einige von Leonid Sabanejews Kompositionen (etwa Klaviersonaten und Lieder), die auf den Einfluss Alexander Skrjabins verweisen, erschienen während seiner Zeit in Russland im Musikverlag M. P. Belaieff im Druck.